# Grzegorz Majerczak
Grzegorz Majerczak es un deportista polaco que compite en piragüismo en la modalidad de eslalon. Ganó dos medallas de plata en el Campeonato Europeo de Piragüismo en Eslalon, en los años 2016 y 2017, ambas en la prueba de C2 por equipos.

## Palmarés internacional
| Campeonato Europeo | Campeonato Europeo             | Campeonato Europeo | Campeonato Europeo |
| Año                | Lugar                          | Medalla            | Competición        |
| ------------------ | ------------------------------ | ------------------ | ------------------ |
| 2016               | Liptovský Mikuláš (Eslovaquia) | Medalla de plata   | C2 por equipos     |
| 2017               | Tacen (Eslovenia)              | Medalla de plata   | C2 por equipos     |